# Луције Антоније Сатурнин
Луције Антоније Сатурнин (умро 89. године) био је римски узурпатор с краја 1. века који је устао против цара Домицијана.
Сатурнин је постао сенатор у време Веспазијана. Био је 82. конзул и касније је постао намесник римске провинције Горње Германије. Одатле је започео свој устанак 89. године против Домицијана, али је тај покушај пропао највише захваљујући интервеницији намесника Доње Германије Аула Буција Лапија Максима, који је поразио Сатурнина пре него што је Домицијан стигао да му се супротстави. Наводно је требало да и Германи помогну Сатурнину, али нису могли да пређу Рајну зато што је река надошла. 
У Сатурниноновом устанку учествовале су две легија. Једна од њих, XXI, за казну је била премештена у Панонију.